# Рендсвирен
Рендсвирен (њем. Rendswühren) општина је у њемачкој савезној држави Шлезвиг-Холштајн. Једно је од 84 општинска средишта округа Плен. Према процјени из 2010. у општини је живјело 806 становника. Посједује регионалну шифру (AGS) 1057068.

## Географски и демографски подаци
Рендсвирен се налази у савезној држави Шлезвиг-Холштајн у округу Плен. Општина се налази на надморској висини од 43 метра. Површина општине износи 19,8 km². У самом мјесту је, према процјени из 2010. године, живјело 806 становника. Просјечна густина становништва износи 41 становника/km².

## Међународна сарадња
| Мјесто | Држава | Врста сарадње | Од    |
| ------ | ------ | ------------- | ----- |
| Бровст | Данска | пријатељство  | 1977. |
| Извор  |        |               |       |